# Autobahn Nanning–Youyiguan
Die Autobahn Nanning–Youyiguan oder Nanyou-Autobahn (chinesisch 南友高速公路, Pinyin Nányǒu gāosù gōnglù, englisch Nanyou Expressway), chin. Abk. G7211, ist eine regionale Autobahn im Autonomen Gebiet Guangxi im Süden Chinas. Die 193 km lange Autobahn zweigt bei Nanning von den Autobahnen G72, G75 und G80 ab und führt zunächst auf dem Autobahnring der Stadt G7201 in südlicher und westlicher Richtung. Anschließend führt sie in südwestlicher Richtung über Chongzuo nach Youyiguan („Freundschaftspass“) an der Grenze zu Vietnam.